# Abdullahi Tanko
Abdullahi Tanko (* 12. května 1998) je nigerijský profesionální fotbalista, který hraje na pozici útočníka za český klub FK Pardubice.

## Klubová kariéra
Tanko přišel do Evropy v roce 2016 z akademie klubu z Lagosu Team360 FC a zamířil do portugalského klubu SC Vila Real. Následně hrál v portugalských klubech Gil Vicente či Chaves, nicméně se nedokázal naplno prosadit.

### Varnsdorf
V létě 2022 zamířil do českého druholigového Varnsdorfu, kde odehrál 30 ligových zápasů, ve kterých vstřelil 15 branek, a podělil se o druhé místo ve střelecké tabulce.

### Baník Ostrava
Tanko po první sezóně v Česku přestoupil do prvoligového Baníku Ostrava, se kterým podepsal tříletou smlouvu. V české nejvyšší soutěži debutoval 23. července 2023 v zápase prvního kola proti Slovanu Liberec. Svoji první branku v dresu Baníku vstřelil 12. srpna při výhře 2:0 nad Hradcem Králové. O dva týdny později se dvakrát prosadil v druhém poločase utkání proti Českým Budějovicím a rozhodl o vítězství 2:0. Svou střeleckou formu potvrdil i o týden později, když skóroval v utkání proti Mladé Boleslavi. V posledním podzimním zápase obdržel červenou kartu za faul a součástí je také zákaz startu v následujících 3 zápasech.

### Pardubice
Dne 17. ledna 2025 podepsal víceletou smlouvu v Pardubicích.